# الوطنية لبيع وتوزيع المنتجات البترولية
الشركة الوطنية لبيع وتوزيع المنتجات البترولية هي أحد شركات جهاز مشروعات الخدمة الوطنية للقوات المسلحة في مصر التي قامت بإنشاء عدد من محطات خدمة وتموين السيارات على الطرق والمحاور المختلفة، وأصبحت اليوم تقدم كافة الخدمات الفنية علاوة على الإمداد بالمواد البترولية.
في 9 ديسمبر 2020، أعلنت وزيرة التخطيط هالة السعيد أن صندوق مصر السيادي الذي أسس عام 2018 قد وقّع في فبراير 2020 اتفاق تعاون مع «جهاز مشروعات الخدمة الوطنية» لخصخصة بعض أصوله ومنها الوطنية للبترول. وكان ذلك في إطار توجيهات الرئيس عبد الفتاح السيسي، بطرح شركات من اقتصاد الجيش المصري في البورصة في خطاب له في نوفمبر 2019.